# Аллилуиарий
Аллилуиа́рий — изменяемая (чаще всего) часть литургии, состоящая в неоднократном пении Аллилуйи со стихами из Псалтири, предваряющая чтение Евангелия. Присутствует в большинстве существующих богослужебных обрядов.

## В византийском обряде
В византийском обряде (Православная церковь и ряд восточнокатолических церквей) аллилуиарий чаще состоит из трёхкратного пения Аллилуйи, разделяемых двумя стихами из Псалтири, на аллилуйных богослужениях часто — из четырёхкратного. Смысл аллилуиария состоит в подготовке молящихся к чтению Евангелия и некоторых других священных текстов, в связи с чем этому песнопению придаётся особенная торжественность. По богослужебному уставу пение аллилуиария должно сопровождаться каждением алтаря, иконостаса и молящихся, но в современной практике каждение обычно совершается раньше — во время чтения Апостола. Главную смысловую нагрузку несёт в аллилуиарии именно Аллилуйя, а не стихи псалмов, поэтому песнопение не является антифоном или прокимном.
В течение богослужебного года аллилуиарий поётся на всех литургиях Иоанна Златоуста и Василия Великого (за исключением Великой субботы, когда он заменяется на пение 81-го псалма), на вечерне Великой пятницы и утрене Великой субботы, а также на некоторых литургиях преждеосвященных даров (только если в этот день полагается евангельское чтение, но не в Великие понедельник, вторник и среду). Помимо литургии аллилуиарий исполняется при совершении таинств крещения, миропомазания, брака, елеосвящения, а также некоторых треб (отпевание, водоосвящение), так как в их чинопоследование входит чтение Апостола и Евангелия.
Выбор стихов аллилуиария на литургии связан с днём недели и празднуемым событием, большинство стихов помещается в богослужебном Апостоле.

## В древневосточных православных церквях
Аллилуиарий имеется в литургиях всех восточных обрядов. В коптском обряде перед Евангелием читается рядовой псалом Давида, завершающийся пением Аллилуйи. В армянском обряде хор дважды поёт Аллилуйя и стих псалма, а затем диакон возглашает третью Аллилуйу.
В эфиопской литургии аллилуиарий является неизменным и состоит из первых трёх стихов 33-го псалма, перемежающихся Аллилуйей. В Яковитской церкви (западно-сирийский обряд) аллилуиарий также неизменен, диакон возглашает псалом Давида перед «Отче наш», получает благословение от священника и дважды поёт Аллилуйу, а затем священник читает славословие на стихи 95-го псалма с Аллилуйей. В восточно-сирийском обряде аллилуиарий называется Zumara и состоит из стихов переменного псалма с Аллилуйей.

## В западных обрядах
Первоначально аллилуиарий в римском обряде исполнялся только в период от Пасхи до Пятидесятницы, о чём свидетельствуют блаженный Августин и папа Григорий Великий (хотя последний отмечал случаи пения аллилуиария и за рамками Пятидесятницы). Последний связывал установление этого пения с папой Дамасом и блаженным Иеронимом, перенявшими этот обычай от Иерусалимской церкви. Уже к IX веку установился обычай петь аллилуиарий в течение всего календарного года, за исключением Адвента, Великого поста и заупокойных месс, а в период от Пасхи до Пятидесятницы — Аллилуйя, помимо собственно аллилуиария, присутствовала в праздничных антифонах.
Аллилуиарий римского обряда (чаще называется просто Alleluia) состоит из двукратной Аллилуйи, стиха псалма (versus) и третьей Аллилуйи. На тридентской мессе аллилуиарий пелся после градуала перед Евангелием, в пореформенной мессе — после второго чтения перед Евангелием (градуал помещён между первым и вторым чтениями). Во время Адвента, Великого поста и на заупокойных мессах аллилуиарий заменяется на тракт или особый «стих перед Евангелием».
В амвросианском обряде градуал и аллилуиарий поются перед Евангелием. В мосарабском обряде аллилуиарий называется Laudes, исполняется после Евангелия и проповеди и состоит из Аллилуйи, одного или более стихов из Псалтири и ещё одной Аллилуйи. Ныне не существующий галликанский обряд был одним из немногих, не знавших аллилуиария, до и после Евангелия исполнялось Трисвятое, а Laudes, схожий с мосарабским, пелся после оффертория.
В Маланкарской церкви Аллилуиарий представляет собой трёхкратное пение слова «аллилуйя» трижды (всего — 9 раз).